# Wilhelm Granath
Per Johan Wilhelm Granath, född den 28 maj 1855 i Husby-Rekarne, död den 22 oktober 1907 i Stockholm, var en svensk författare och journalist. Pseudonymer: Hans Hansson, Richard Gran, A. Grip

## Biografi
Granath var bokhandelselev 1871–1873 och tog studentexamen 1878. Han var verksam som tidningsman vid flera olika tidningar 1878–1906. Bland annat var han redaktör för För svenska hem 1900–1904, Vinterkvällen 1901–1903 och Vid härden 1903.
Författarskapet inleddes 1884 och han skrev ett stort antal populära romaner, främst med historiska motiv, men även barnböcker.
Wilhelm Granath är begravd på Norra begravningsplatsen utanför Stockholm.

### Varia
- Konserthusfrågan i Stockholm : föredrag vid Stockholms sångareförbunds förtroenderåds konstituerande sammanträde den 7 oktober 1904. Stockholm: Bokindustri-a.-b. 1906. Libris 1613705
- Vår tids vetande, populärt framställdt ur autentiska källor : med kartor och talrika illustr. Stockholm: Ander. 1902. Libris 1726808

### Bearbetning
- Smith, J. F (1903). Löjen och tårar : roman / med 130 illustrationer af Einar Torsslow ; bearbetning och lokalisering af Wilhelm Granath. Stockholm: Fröléen. Libris 1728530